# Lagangilang
Lagangilang es un municipio perteneciente a  la provincia de El Abra en la Región Administrativa de La Cordillera (RAC) situada al norte de la  República de Filipinas y de la isla de Luzón, en su interior.
Tiene una extensión superficial de 86.70 km² y según el censo del 2007, contaba con una población de  13 490 habitantes, 13 824 el 1 de mayo de 2010

## Ubicación
| Noroeste: San Juan    | Norte: Tineg | Noreste: Lacub       |
| Oeste: Licuan-Baay    |              | Este: Dolores        |
| Suroeste: Licuan-Baay | Sur: Bucay   | Sureste: Licuan-Baay |

## Barangayes
Lagangilang se divide administrativamente en 17 barangayes, 16 rurales y 1 urbano.
| Barangay                | Población (2007) | Población (2010) | Código (2012) |
| ----------------------- | ---------------- | ---------------- | ------------- |
| Aguet                   | 233              | 288              | 140110001     |
| Bacooc                  | 465              | 379              | 140110002     |
| Balais                  | 505              | 533              | 140110003     |
| Cayapa                  | 937              | 992              | 140110004     |
| Dalaguisen              | 833              | 840              | 140110005     |
| Laang                   | 733              | 797              | 140110006     |
| Lagben                  | 464              | 397              | 140110007     |
| Laguiben                | 850              | 944              | 140110008     |
| Nagtipulan              | 1,254            | 1 209            | 140110009     |
| Nagtupacan              | 1,073            | 1 059            | 140110010     |
| Paganao                 | 343              | 342              | 140110011     |
| Pawa                    | 409              | 360              | 140110012     |
| Lagangilang (Población) | 1,435            | 1 473            | 140110013     |
| Presentar               | 694              | 725              | 140110014     |
| San Isidro              | 1,483            | 1 415            | 140110015     |
| Tagodtod                | 1,399            | 1 617            | 140110016     |
| Taping                  | 416              | 454              | 140110017     |